# 鄭名佐
郑名佐（1719年—1774年），字德徽，改名郑颖潭，广西象州（今广西象州县寺村镇白石村）人，清朝政治人物。

## 生平
乾隆三十一年（1766年），登丙戌科殿试三甲进士，后未做官，回乡教书，乾隆三十九年（1774年）病故。有孙郑献甫。